# Rumunia na Letnich Igrzyskach Olimpijskich 1984
Rumunię na Letnich Igrzyskach Olimpijskich 1984 w Los Angeles reprezentowało 124 zawodników w tym 53 kobiety w 13 dyscyplinach. Rumunia uczestniczyła na igrzyskach jako jedyne państwo z Bloku wschodniego (ZSRR i państwa bloku wschodniego zbojkotowały igrzyska). Najstarszym zawodnikiem był Ivan Patzaichin (34 lat), a najmłodszym była Simona Păucă (14 lat).

## Zdobyte medale
| Medal  | Zawodnik | Dyscyplina sportowa  | Konkurencja                                   |
| ------ | --- | -------------------- | --------------------------------------------- |
| Złoto  | Doina Melinte | lekkoatletyka        | Bieg na 800 m                                 |
| Złoto  | Maricica Puică | lekkoatletyka        | Bieg na 3000 m                                |
| Złoto  | Anișoara Cușmir-Stanciu | lekkoatletyka        | Skok w dal                                    |
| Złoto  | Ivan Patzaichin Toma Simionov | Kajakarstwo          | C-2 1000 m                                    |
| Złoto  | Agafia Constantin Nastasia Ionescu Tecla Marinescu Maria Ștefan | Kajakarstwo          | K-4 500 m                                     |
| Złoto  | Jekatierina Szabó | Gimnastyka           | Ćwiczenia na podłodze                         |
| Złoto  | Jekatierina Szabó | Gimnastyka           | Skok                                          |
| Złoto  | Simona Păucă Jekatierina Szabó | Gimnastyka           | Równoważnia                                   |
| Złoto  | Simona Păucă Jekatierina Szabó Lavinia Agache Anca Zolta Cristina Grigoraș Mihaela Stănuleț | Gimnastyka           | Wielobój drużynowo                            |
| Złoto  | Petru Iosub Valer Toma | Wioślarstwo          | Para ze sternikiem                            |
| Złoto  | Valeria Răcilă | Wioślarstwo          | Jedynka                                       |
| Złoto  | Mariora Popescu Elisabeta Oleniuc | Wioślarstwo          | Dwójka bez sternika                           |
| Złoto  | Ekaterina Oancia Maricica Țăran Anișoara Sorohan Ioana Badea Sofia Corban | Wioślarstwo          |                                               |
| Złoto  | Rodica Arba Elena Horvat | Wioślarstwo          |                                               |
| Złoto  | Florica Lavric Maria Fricioiu Chira Apostol Olga Bularda Viorica Ioja | Wioślarstwo          | czwórka ze sternikiem                         |
| Złoto  | Petre Becheru | Podnoszenie ciężarów | 75 – 82,5 kg                                  |
| Złoto  | Nicu Vlad | Podnoszenie ciężarów | 82,5 – 90 kg                                  |
| Złoto  | Ion Draica | Zapasy               | -82 kg                                        |
| Złoto  | Vasile Andrei | Zapasy               | -100 kg                                       |
| Srebro | Doina Melinte | lekkoatletyka        | Bieg na 1500 m                                |
| Srebro | Vali Ionescu | lekkoatletyka        | Skok w dal                                    |
| Srebro | Mihaela Loghin | lekkoatletyka        | Pchnięcie kulą                                |
| Srebro | Ivan Patzaichin Toma Simionov | Kajakarstwo          | C-2 500 m                                     |
| Srebro | Aurora Dan Rozalia Oros Elisabeta Tufan-Guzganu Monika Weber Marcela Zsak | szermierka           | Drużynowo                                     |
| Srebro | Jekatierina Szabó | gimnastyka           | Wielobój indywidualnie                        |
| Srebro | Doina Stăiculescu | gimnastyka           | Gimnastyka artystyczna Wielobój indywidualnie |
| Srebro | Dimitrie Popescu Dumitru Răducanu Vasile Tomoiagă | Wioślarstwo          | Dwójka ze sternikiem                          |
| Srebro | Mărioara Trașcă Lucia Sauca Doina Șnep-Bălan Aneta Mihaly Aurora Pleșca Camelia Diaconescu Viorica Ioja Mihaela Armășescu Adriana Bazon                                                                                                | Wioślarstwo          | Ośemka                                        |
| Srebro | Corneliu Ion | Strzelectwo          |                                               |
| Srebro | Dumitru Petre | Podnoszenie ciężarów | 82,5 – 90 kg                                  |
| Srebro | Vasile Groapa | Podnoszenie ciężarów | 90 – 100 kg                                   |
| Srebro | Ștefan Tașnadi | Podnoszenie ciężarów | 100 – 110 kg                                  |
| Srebro | Ilie Matei | Zapasy               | -90 kg                                        |
| Brąz   | Fița Lovin | lekkoatletyka        | Bieg na 800 m                                 |
| Brąz   | Maricica Puică | lekkoatletyka        | Bieg na 1500 m                                |
| Brąz   | Florența Crăciunescu | lekkoatletyka        | Rzut dyskiem                                  |
| Brąz   | Mircea Fulger | Boks                 | Lekkopółśrednia (60-63,5 kg)                  |
| Brąz   | Costică Olaru | Kajakarstwo          | C-1 500 m                                     |
| Brąz   | Alexandru Chiculita Corneliu Marin Marin Mustață Ioan Pop Vilnos Szabo | Szermierka           | zespołowo                                     |
| Brąz   | Simona Păucă | Gimnastyka           | Wielobój indywidualnie                        |
| Brąz   | Lavinia Agache | Gimnastyka           | Skok                                          |
| Brąz   | Mircea Bedivan Dumitru Berbece Iosif Boroș Alexandru Buligan Gheorghe Covaciu Gheorghe Dogărescu Marian Dumitru Cornel Durău Alexander Fölker Nicolae Munteanu Vasile Oprea Adrian Simion Vasile Stîngă Neculai Vasilcă Maricel Voinea | Piłka ręczna         | Drużynowo                                     |
| Brąz   | Mircea Frățică | Judo                 | Waga półśrednia −78 kg                        |
| Brąz   | Aneta Patrascoiu | Pływanie             | 200 m grzbietowy                              |
| Brąz   | Dragomir Cioroslan | Podnoszenie ciężarów | 67,5 – 75 kg                                  |
| Brąz   | Vasile Pușcașu | Zapasy               | – 100 kg (Styl wolny)                         |
| Brąz   | Ștefan Rusu | Zapasy               | -74 kg (styl klasyczny)                       |
| Brąz   | Victor Dolipschi | Zapasy               | +100 kg                                       |